# Jannik Vestergaard
Jannik Vestergaard, född 3 augusti 1992, är en dansk fotbollsspelare som spelar för Leicester City.
Vestergaard har dansk far och tysk mor.

## Karriär
Vestergaard blev utsedd till den bästa U19-fotbollsspelaren i Danmark 2010.
Den 13 juli 2018 värvades Vestergaard av Southampton, där han skrev på ett fyraårskontrakt. Den 13 augusti 2021 värvades Vestergaard av Leicester City, där han skrev på ett treårskontrakt. Vestergaard debuterade följande dag i en 1–0-vinst över Wolverhampton Wanderers, där han blev inbytt i den 62:a minuten mot Ayoze Pérez.